# Alister MacKenzie
Alister MacKenzie (* 30. August 1870 in Yorkshire, Schottland; † 6. Januar 1934 in Santa Cruz, USA) war ein schottischer Golfarchitekt. Er gilt als einer der Hauptvertreter des sogenannten goldenen Zeitalters der Golfarchitektur, einer Periode, in der ungewöhnlich viele herausragende Golfplätze entstanden.

## Leben
Alister MacKenzie (alternative Schreibweise: Alister Mackenzie) studierte Medizin an der Leeds University Medical School und an der Universität Cambridge und trat nach seiner Graduierung eine erste Stelle in der Praxis seines Vaters an. Bald darauf wurde er als Truppenarzt zum Burenkrieg einberufen, spezialisierte sich jedoch bald auf das Thema Tarnung. Die Stellungen der Buren waren nicht von natürlichen Landformen zu unterscheiden, so dass sie der britischen Übermacht durch einen Überraschungsfaktor immer wieder Paroli bieten konnten. MacKenzie entwickelte daraus die Vorstellung, dass auch Golfplätze davon profitieren würden, wenn sie durch und durch natürlich wirkten. Nach seiner Rückkehr aus Südafrika arbeitete er zunächst wieder als Arzt, empfahl jedoch seinen Patienten immer wieder das Golfspiel aufzunehmen, da es seiner Meinung nach die Gesundheit positiv beeinflusste.
Im Unterschied zu den meisten anderen Golfarchitekten dieser Zeit war MacKenzie nur ein durchschnittlicher Golfspieler, jedoch mit großem Engagement für den Sport. Obwohl er bereits in zwei Golfclubs nahe seiner Heimatstadt Mitglied war (Headingley und Leeds Golf Club), gründete er mit Freunden 1905 den Alwoodley Golf Club, dessen Clubsekretär er 1907 wurde. Dem vorausgegangen war ein erfolgloser Versuch, sich zum Captain des Leeds Golf Club wählen zu lassen; die Mitglieder fürchteten seine radikalen Ideen bezüglich der Umgestaltung des Platzes. Aber auch in Alwoodley konnte er sich erst durchsetzen, als der bekannte Golfarchitekt Harry Colt als Berater hinzugezogen wurde und MacKenzies Vorschläge befürwortete. Trotz anfänglicher Skepsis einiger Mitglieder wurde Alwoodley schließlich ein großer Erfolg, so dass weitere Aufträge in Nordengland folgten und MacKenzie seine Arztpraxis aufgeben konnte.
National bekannt wurde er 1914, als er einen Design-Wettbewerb der Zeitschrift Country Life gewann. Nach Ende des Ersten Weltkrieges konzentrierte er sich dann endgültig auf den Entwurf von Golfplätzen und brachte 1920 sein erstes Buch Golf Architecture heraus, das heute noch als Standardwerk gilt.
Insgesamt entwarf er etwa 60 Golfplätze und nahm an 40 weiteren Layouts Umgestaltungen vor, so zum Beispiel am berühmten Old Course in St Andrews. Von großer Bedeutung für sein Werk, aber auch für die Entwicklung des Golfsports in Australien, war sein zweimonatiger Aufenthalt dort im Jahr 1926, während dessen er eine ganze Reihe von Golfclubs bei der Umgestaltung ihrer Plätze beriet. Royal Melbourne West, Royal Adelaide, Kingston Heath und New South Wales, sowie Titirangi in Neuseeland sind die bekanntesten Ergebnisse dieser Arbeit.
Aber auch in den USA und Irland war er tätig, bevor er 1929 endgültig nach Kalifornien übersiedelte. Abgesehen von einem Abstecher nach Buenos Aires (The Jockey Club, 36 Löcher, 1931) entwarf er dort mit Cypress Point und Pasatiempo zwei derart herausragende Golfplätze, dass Bobby Jones auf ihn aufmerksam wurde: er war bei der US Amateurmeisterschaft 1929 überraschend in der ersten Runde ausgeschieden und nutzte die Zeit, um diese beiden Plätze zu spielen. Wenig später wählte er MacKenzie vor anderen, in den USA bekannteren Architekten für sein persönliches Projekt Augusta National. Dieser Golfplatz, der letzte von Alister MacKenzie, wurde zugleich die Krönung seines Lebenswerks. Kurz vor der ersten Austragung des heutigen Major-Turniers US Masters starb er in seinem Haus, das noch heute am Rand des sechsten Fairways von Pasatiempo steht.

## Werk

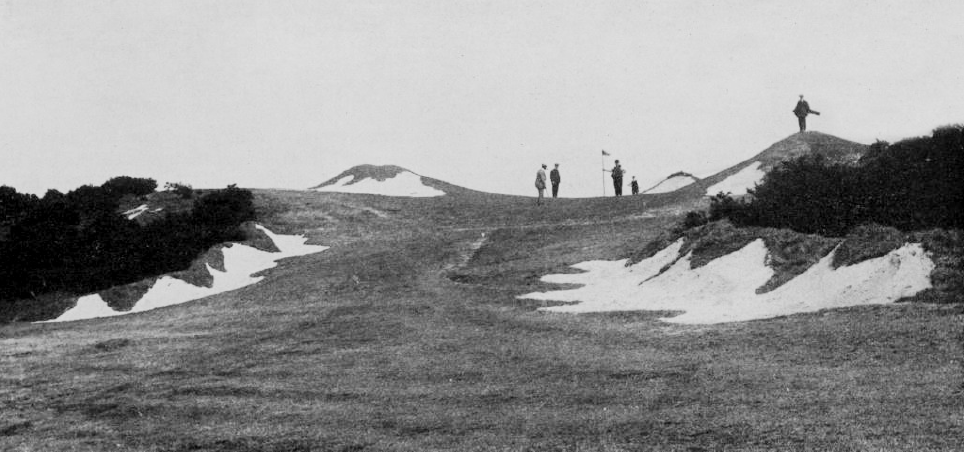
Bunkerlandschaft an Loch 2 des Headingley Golf Club bei Leeds

Vor Alister MacKenzie wurde eine Tätigkeit als Golfarchitekt nicht als eigenständiger Beruf betrachtet, sondern es war mehr eine Ehre, die besonders guten Spielern zuteilwurde. MacKenzie hingegen war ein durchschnittlicher Freizeitspieler (Handicap −18), der sich also alleine durch seine Arbeit Respekt und Anerkennung verschaffen musste. Da es zu seiner Zeit noch keine schweren Maschinen gab, mit denen man tonnenweise Erde bewegen konnte, musste er versuchen der existierenden Natur interessante Golflöcher abzutrotzen.
Markenzeichen seiner Golfplätze sind daher in erster Linie die natürliche Anmutung und die Vielfalt an strategischen Alternativen. Dazu kommen die wenigen, aber gut platzierten, riesigen und oft kunstvoll gestalteten Bunkerlandschaften. Besondere optische Effekte erzielte er dadurch, dass er nicht nur den Boden eines Bunkers mit Sand bedeckte, sondern auch die Seitenwände. MacKenzie war der Meinung, dass ein Hindernis niemals nur aufgrund seiner Lage unfair sein könne und dass Hindernisse in der direkten Spiellinie häufig die interessantesten Löcher ergäben. Auf Rough verzichtete er zumeist, stattdessen verteidigte er seine Löcher mit schwierigen Grüns und versuchte die natürlichen Gegebenheiten des Terrains als Erschwernisse zu nutzen. Blinde Schläge, wie sie auf den traditionellen schottischen Links üblich sind, findet man bei ihm selten.

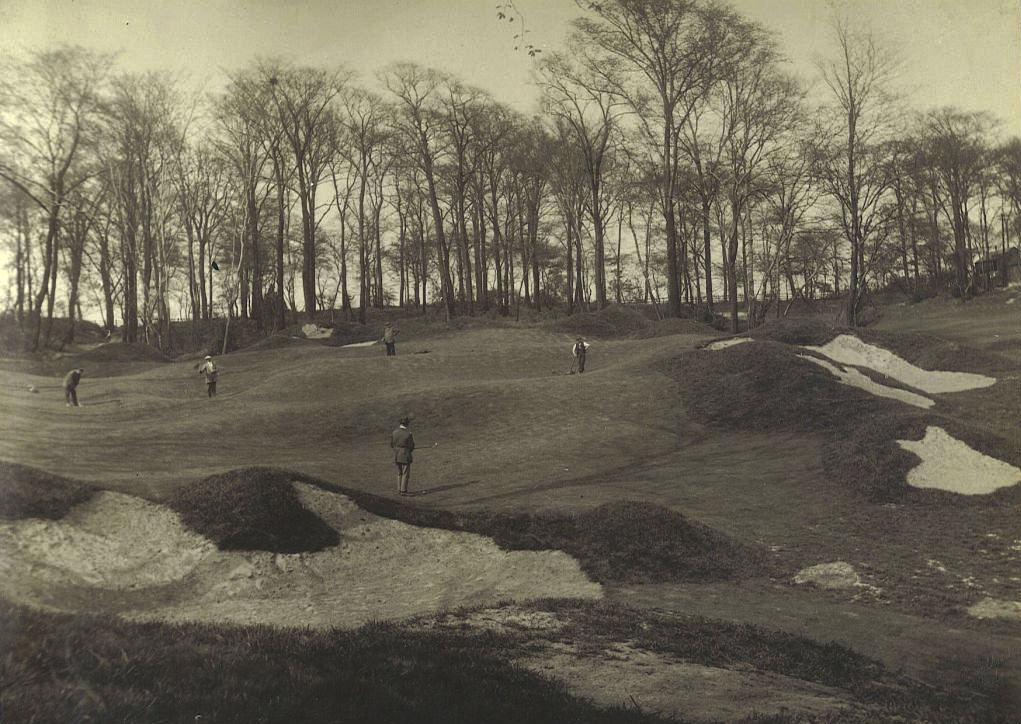
Aufwändige Grünkomplexe wie dieser in Sitwell Park bestimmen die Strategie bis zurück zum Abschlag.

Insbesondere wurde MacKenzie bekannt für sein großen, stark konturierten Grüns, die mehrere sehr unterschiedliche Bereiche aufweisen, die jeweils andere Annäherungsschläge fordern. Alwoodley war einer der ersten Inlandsplätze überhaupt mit dieser Art von Grüns, bei denen man bereits beim Abschlag berücksichtigen musste von welchem Teil des Fairways sie am besten anzuspielen sind. Traditionell wurden Golfplätze vom Abschlag zum Grün geplant und auch gespielt, MacKenzie war einer der Wegbereiter der umgekehrten Sichtweise: das Grün bestimmt die Strategie, von dort rechnet man zurück bis zum Abschlag. Er definierte auch erstmals genau wie die Ondulierungen der Grüns beschaffen sein sollten: er verglich sie mit einem ruhigen Wellengang, also breite Täler und schmale Plateaus, keine abrupten Rampen oder Abbrüche, keine kaum sichtbaren Kanten in der Nähe des Loches. Der Effekt großzügiger Ondulierungen kann durchaus dramatisch sein, so berichtet MacKenzie von den natürlichen Grüns in Machrihanish, wo man für eine Strecke von 5 Metern zum Loch gelegentlich einen Putt von 20 bis 30 Metern Länge benötigte. Sehr zu seinem Bedauern ersetzte der Club diese Grüns durch flachere, die „fairer“ sein sollten.
Zusammen mit den anderen Protagonisten des goldenen Zeitalters der Golfarchitektur gilt MacKenzie als Überwinder der bestrafenden Designphilosophie, bei der man die Hindernisse genau in der Spiellinie platzierte und somit alles andere als der vom Architekten geforderte Schlag bestraft wurde. Stattdessen werden die strategische (mehrere Wege zum Ziel) und die heroische (je mehr Risiko, desto höhere Belohnung) Designphilosophie in den Vordergrund gestellt. Ein willkommener Nebeneffekt ist, dass nach diesen Prinzipien entworfene Golflöcher sowohl für bessere als auch für schlechtere Golfer gut spielbar sind. Kein Loch, so MacKenzie, könne als perfekt gelten, wenn es nicht allein mit dem Putter gespielt werden könnte.
Alister MacKenzie wurde 2005 in die World Golf Hall of Fame aufgenommen.

## Die 13 Prinzipien der Golfarchitektur
In seinem 1920 erschienenen Buch Golf Architecture stellte MacKenzie „13 General Principles of Architecture“ auf, die großteils noch heute Gültigkeit besitzen und häufig von Golfarchitekten und anderen Experten zitiert werden.
1. Der Golfplatz sollte möglichst aus zwei 9-Loch Schleifen bestehen.
2. Einen großen Anteil sollen die mittellangen bis langen Par 4 haben, dazu soll es zwei oder drei kurze Par 4 und mindestens vier Par 3 geben.
3. Der Weg vom Grün zum nächsten Abschlag soll kurz sein, jedoch in Vorwärtsrichtung geführt werden, damit die Bahnen problemlos verlängert werden können, sollte dies später einmal notwendig werden.
4. Die Grüns und Fairways sollten onduliert sein, jedoch darf die Golfrunde nicht zur Kletterpartie werden.
5. Jede Bahn soll einen unterschiedlichen Charakter haben.
6. Die Schläge ins Grün sollten so selten wie möglich blind sein.
7. Der Golfplatz soll in einer schönen Umgebung angelegt werden und alle künstlichen Elemente sollten so natürlich wirken, dass ein Fremder sie nicht von der Natur selbst unterscheiden kann.
8. Es soll genügend heroische Carries vom Tee geben, aber auch dem schwächeren Spieler soll eine alternative Route geboten werden unter Verlust eines Schlages oder eines Teiles davon.
9. Eine möglichst große Bandbreite an Schlägen soll auf den verschiedenen Löchern gefordert werden.
10. Das Suchen verlorener Bälle ist ärgerlich und soll daher vollständig vermieden werden.
11. Der Platz soll so interessant sein, dass sogar der Plus-Handicapper angeregt wird, ungewöhnliche Schläge zu versuchen, die er eigentlich nicht in seinem Repertoire hat.
12. Der Platz soll es auch dem hohen Handicapper und sogar dem Anfänger ermöglichen seine Runde zu genießen, obwohl er einen hohen Score spielt.
13. Die Spielbarkeit des Platzes soll im Sommer und im Winter gleich gut sein, die Fairways sollen eine perfekte Textur aufweisen und die Annäherungsbereiche sollen dieselbe Konsistenz haben wie die Grüns.

## Die bekanntesten Golfplätze von Alister MacKenzie
- Alwoodley (Großbritannien, 1907, mit H. S. Colt)
- Moortown (Großbritannien, 1909)
- Royal Melbourne (Australien, 1926)
- Lahinch (Irland, 1927)
- Cypress Point (USA, 1928)
- Pasatiempo (USA, 1929)
- Valley Club of Montecito (USA, 1929, mit Robert Hunter)
- Crystal Downs (USA, 1931, mit Perry Maxwell)
- Augusta National (USA, 1933, mit Bobby Jones)